# Benjpalia sundara
Benjpalia sundara är en svampart som beskrevs av Subram. & Bhat 1989. Benjpalia sundara ingår i släktet Benjpalia, divisionen sporsäcksvampar och riket svampar.   Inga underarter finns listade i Catalogue of Life.